# Vereinigter Somalischer Kongress
Der Vereinigte Somalische Kongress (italienisch Congresso della Somalia Unita, englisch United Somali Congress; abgekürzt USC) wurde 1989 von Vertretern des Somali-Clans der Hawiya in Rom gegründet, nachdem diese sich von der Somalischen Nationalen Bewegung abgewendet hatten. 
Sein Vorsitzender war Ali Mahdi Mohammed, militärischer Führer war Mohammed Farah Aidid. Ein weiteres Mitglied war Musa Sudi Yalahow. Ziel des USC war der Kampf gegen die autoritäre Regierung Somalias unter Siad Barre, von der sich viele Hawiya unterdrückt fühlten.
Der Sturz Barres durch den USC und die darauffolgende Spaltung des USC waren bedeutend für die Entwicklung des somalischen Bürgerkrieges.

## Geschichte
Ab 1989 führte der Vereinigte Somalische Kongress eine Rebellion gegen die Regierung. Von den verschiedenen gegen die Barre-Regierung operierenden Bewegungen (neben dem USC auch SNM, SSDF und SPM) war er insofern besonders bedeutend, als er in der Umgebung der Hauptstadt Mogadischu aktiv war und diese einkreiste. Dies führte dazu, dass Barre am 26. Januar 1991 Mogadischu verließ.
Der USC und andere Rebellenbewegungen hatten sich im Vorfeld darauf verständigt, eine gemeinsame Folgeregierung zu bilden. Dies scheiterte jedoch, als der USC den Sieg über Barre und damit den Hauptteil der Macht für sich allein beanspruchte. Die anderen Oppositionsgruppen erkannten die vom USC gebildete provisorische Regierung nicht an.
Innerhalb des USC kam es zum Bruch, als sich der Vorsitzende Ali Mahdi Mohammed (vom Unterclan der Abgal-Hawiya) ohne Einverständnis des militärischen Führers Aidid (Habar Gidir-Hawiya) zum Präsidenten ausrief. In der Folge kam es vor allem in Mogadischu zu heftigen Kämpfen zwischen beiden Führungspersönlichkeiten und ihren Clans. Aidid bildete aus seinem Flügel der USC die Somalische Nationale Allianz zusammen mit weiteren Kriegsparteien, die sich ihm anschlossen.